# Epistocrazia
Epistocrazia (dal greco antico ἐπιστήμη, epistème, "conoscenza” e dal suffisso κράτος, krátos, “potere, governo”) è un neologismo che indica una forma di governo in cui il diritto di voto è subordinato alla conoscenza degli argomenti.
Il termine, coniato da David Estlund e teorizzato da Jason Brennan nel libro Against Democracy pubblicato in USA nel 2016, ha il compito di definire un'alternativa alla democrazia considerata ormai compromessa dalla indiscriminata estensione dei diritti di voto, attivo e passivo, promossa dal suffragio universale e di porsi in netta contrapposizione con i concetti più elitari di aristocrazia e tecnocrazia. Difatti l'epistocrazia, con queste ultime forme di governo, non condivide né la natura oligarchica del potere nelle mani di pochi né tanto meno quella elitaria, dettata nel caso dell’aristocrazia da un diritto di nascita e nel caso della tecnocrazia dall’esperienza comprovata nella scienza e nella tecnica.
La forma di governo epistemocratica piuttosto invoca il potere di quanti invece si pongono il problema della conoscenza e del riuscire ad acquisire gli strumenti e i mezzi intellettuali per comprendere e scegliere e decidere il destino proprio e di tutti gli altri non ponendo nessun limite di censo o di titolo.

## Il concetto nell'antichità
Nel tempo varie tesi si sono avvicendate su potenziali aspetti problematici della democrazia così come era attuata. Nella storia della filosofia, il testo che pone le basi ad una profonda critica del concetto di democrazia è la Repubblica di Platone.

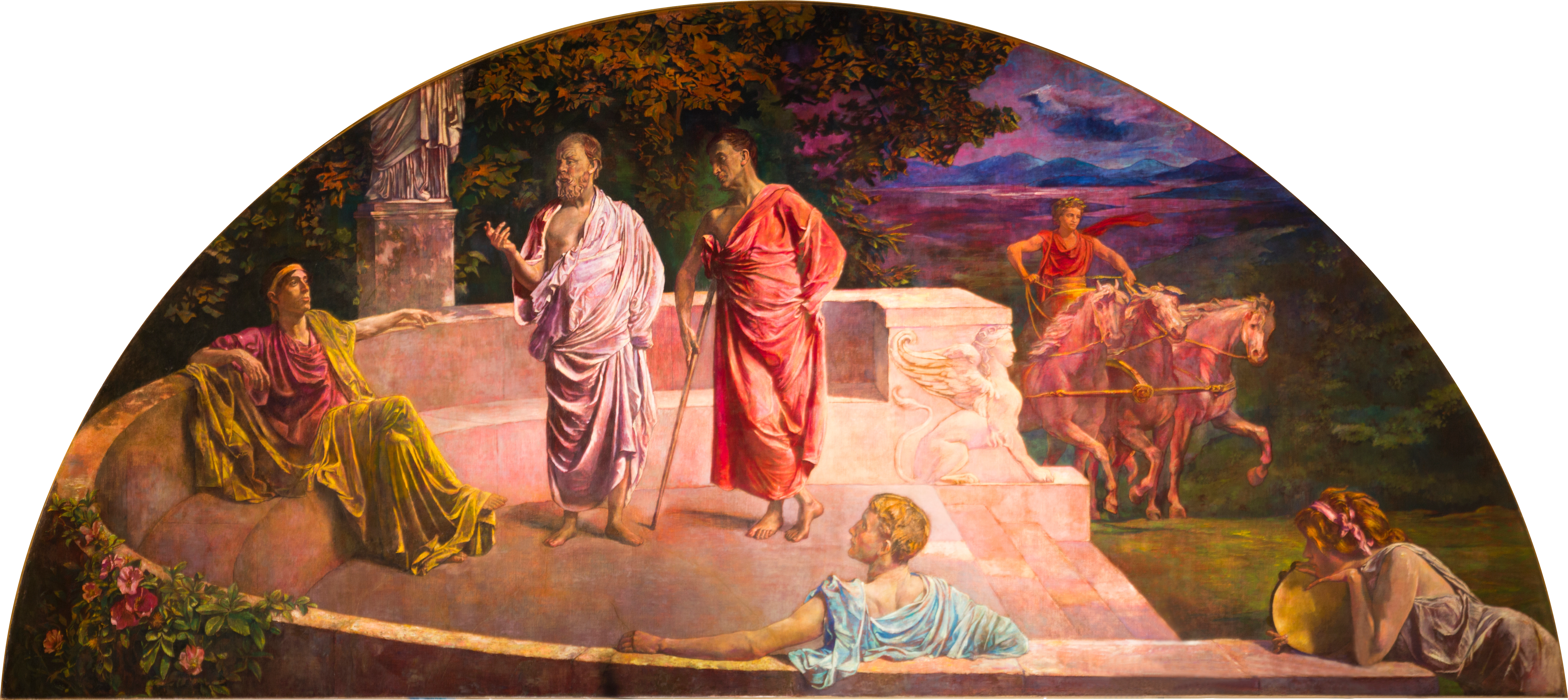
The Relation of the Individual to the State (1905), John La Farge. Socrates and His Friends Discuss "The Republic," as in Plato's Account.

La critica del filosofo, al potere nelle mani popolo, viene teorizzata partendo dalla suddivisione in classi dei cittadini, governanti, guerrieri e lavoratori, affidando inoltre a ciascuna di queste classi caratteristiche dell’anima umana.
In questo modo affiderà ai governanti una natura razionale, al guerriero una natura irascibile, e al popolo una natura “concupiscibile”; saranno quindi queste caratteristiche a definire in modo deterministico il ruolo nella società di ciascun individuo. 
Per Platone l’equilibrio e la giustizia si raggiungono nel momento in cui ogni parte del corpo svolge la sua funzione senza pretendere di svolgerne altre, e quindi quando un cittadino fa il suo dovere, quello per il quale è inquadrato come lavoratore, o come soldato o come governante.
Attribuire il potere al popolo sarebbe, quindi, come legittimare gli impulsi del corpo nel decidere le sorti di una città.

## L'idea di uguaglianza degli illuministi
La questione delle pulsioni legate al ceto sociale di appartenenza attraversò i secoli giungendo quasi intatta anche nel periodo storico in cui si è affermata la filosofia che ha fatto dell’uguaglianza uno dei suoi cardini.

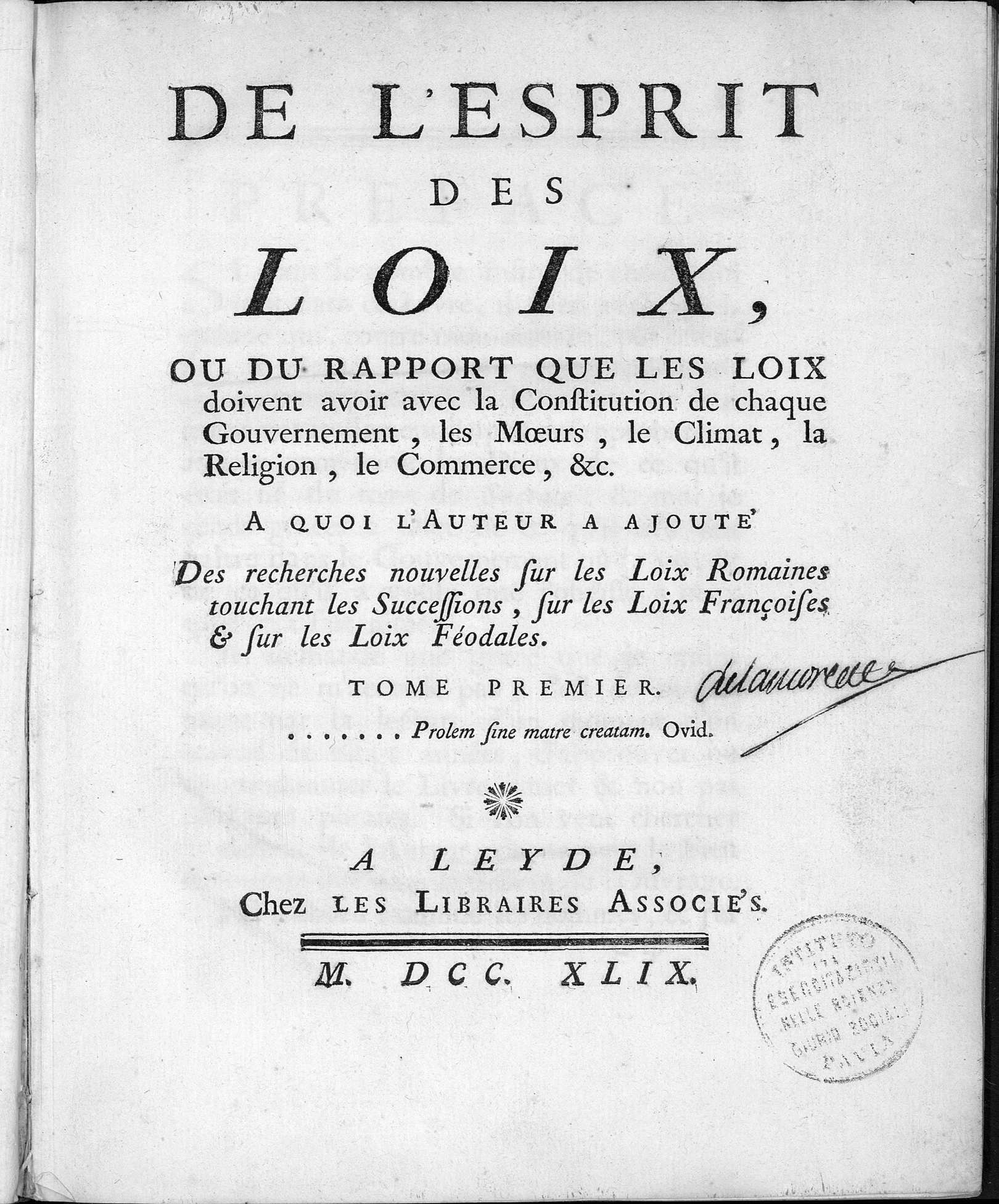

Gli Illuministi, teorizzatori dell’uguaglianza naturale dell’uomo, definirono anche la differenza sostanziale tra questa e l’uguaglianza morale. 

Per tale motivo il concetto di uguaglianza naturale si scontra con il concetto di uguaglianza sociale poiché se è vero che ogni uomo per natura è uguale agli altri è anche vero che questo non comporta la parità tra i cittadini o per riprendere le parole di Montesquieu: 

## L’utilizzo moderno

### Differenze tra democrazia procedurale e strumentale
Con David Estlund e la moderna critica ai processi democratici si assiste ad un cambio di rotta, la democrazia non è più messa in discussione in quanto espressione del popolo ma viene messo in discussione il valore stesso delle procedure. Secondo Estlund esiste un criterio indipendente dalla procedura che giustifica la presa di decisione democratica sulla base di qualche altro valore, che costituisce il vero obiettivo. In questo modo si afferma che il valore della democrazia non è insito nella sua procedura ma il suo valore dipende dall’esito che la procedura consente di ottenere. La democrazia dovrebbe così “essere considerata un semplice mezzo artificiale efficace al raggiungimento di qualche altro valore, che pertiene ai suoi esiti o agli effetti collaterali che la democrazia produce. Ed è proprio tra questi effetti che emergono le virtù morali o epistemiche che la partecipazione al processo democratico aiuta i cittadini a sviluppare“.

### Against democracy

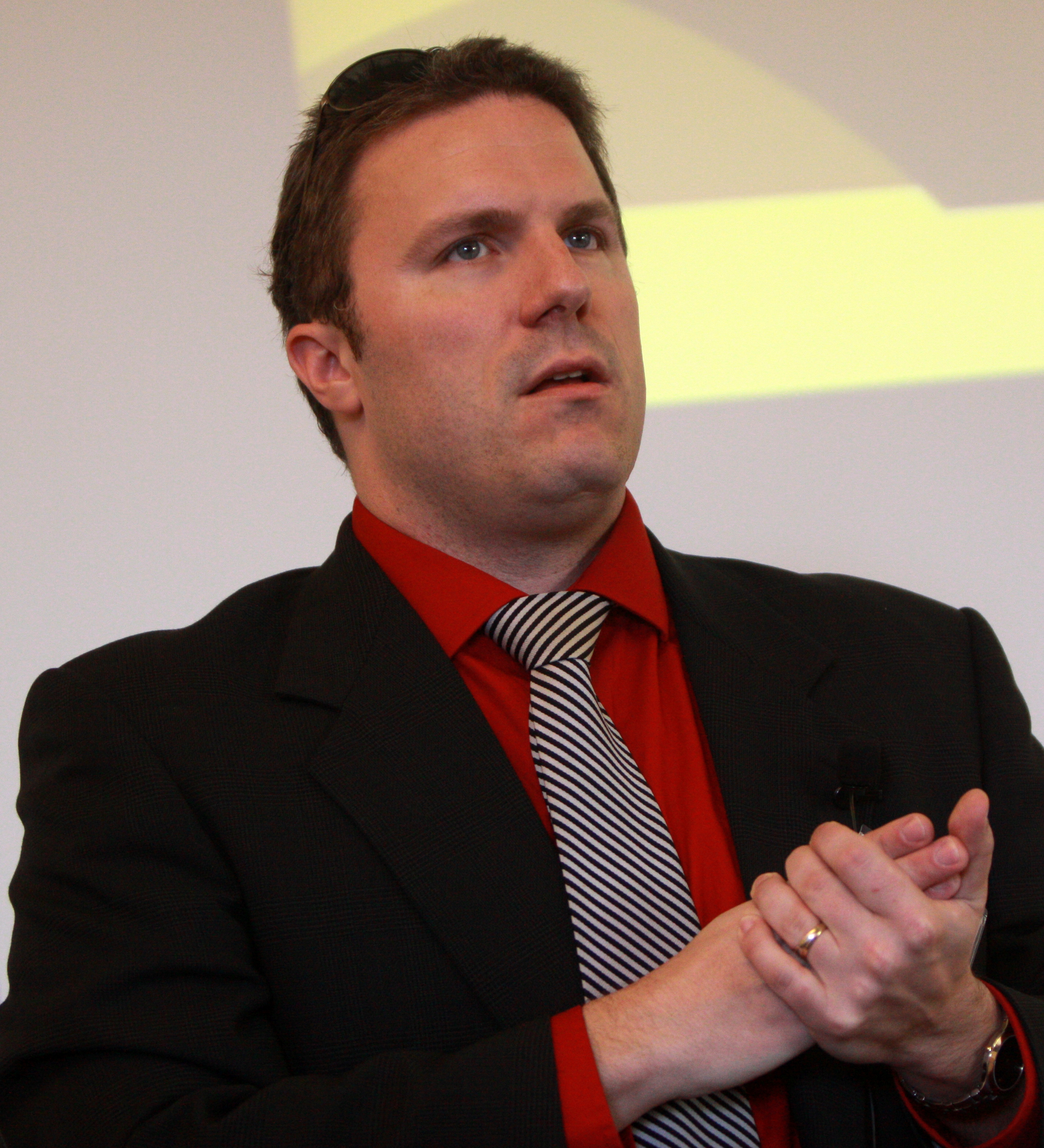

Con Brennan si assiste ad un ritorno al passato, infatti il testo rappresenta, ad oggi, la tesi più accurata e argomentata su cui si fonda una profonda critica al sistema democratico basata sul "principio di competenza" ovvero l'importanza di non consentire ad alcuno di prendere importanti decisioni per tutti gli altri, a meno che questi non abbia almeno un ragionevole grado di competenza per farlo. Si ritorna così a mettere in dubbio il valore del suffragio universale e del potere al popolo.
Quasi ripercorrendo la divisione platonica degli individui, Brennan individua tre categorie per definire i cittadini: Hobbit, Hooligan e Vulcaniani. Attribuisce ai primi sia un totale disinteresse che livelli molto bassi di conoscenza delle questioni politiche, ai secondi un livello di poco superiore ai primi in termini di conoscenza ma un grado molto alto di distorsione della realtà dovuto all'impossibilità di valutare attraverso paramenti oggettivi tesi opposte alle loro, agli ultimi considerati attribuisce invece il maggior grado di conoscenza e raffinatezza analitica.
Per muovere la sua critica afferma quindi che sono molto pochi i vulcaniani e che la maggior parte degli elettori ha caratteristiche più simili agli Hobbit e agli Hooligan, ovvero un misto tra totale disinteresse e tifo politico che non consente loro di eleggere rappresentanti degni.
L'autore propone quindi un sistema di "merito" per il diritto di voto che potrebbe consistere in questo: